# ساموئل زابر
ساموئل زابر (انگلیسی: Samuel Zauber؛ ۹ ژانویهٔ ۱۹۰۱ – ۱۰ ژوئن ۱۹۸۶) یک بازیکن فوتبال اهل رومانی بود.
وی همچنین در تیم ملی فوتبال رومانی بازی کرده‌است.